# キセキレイ

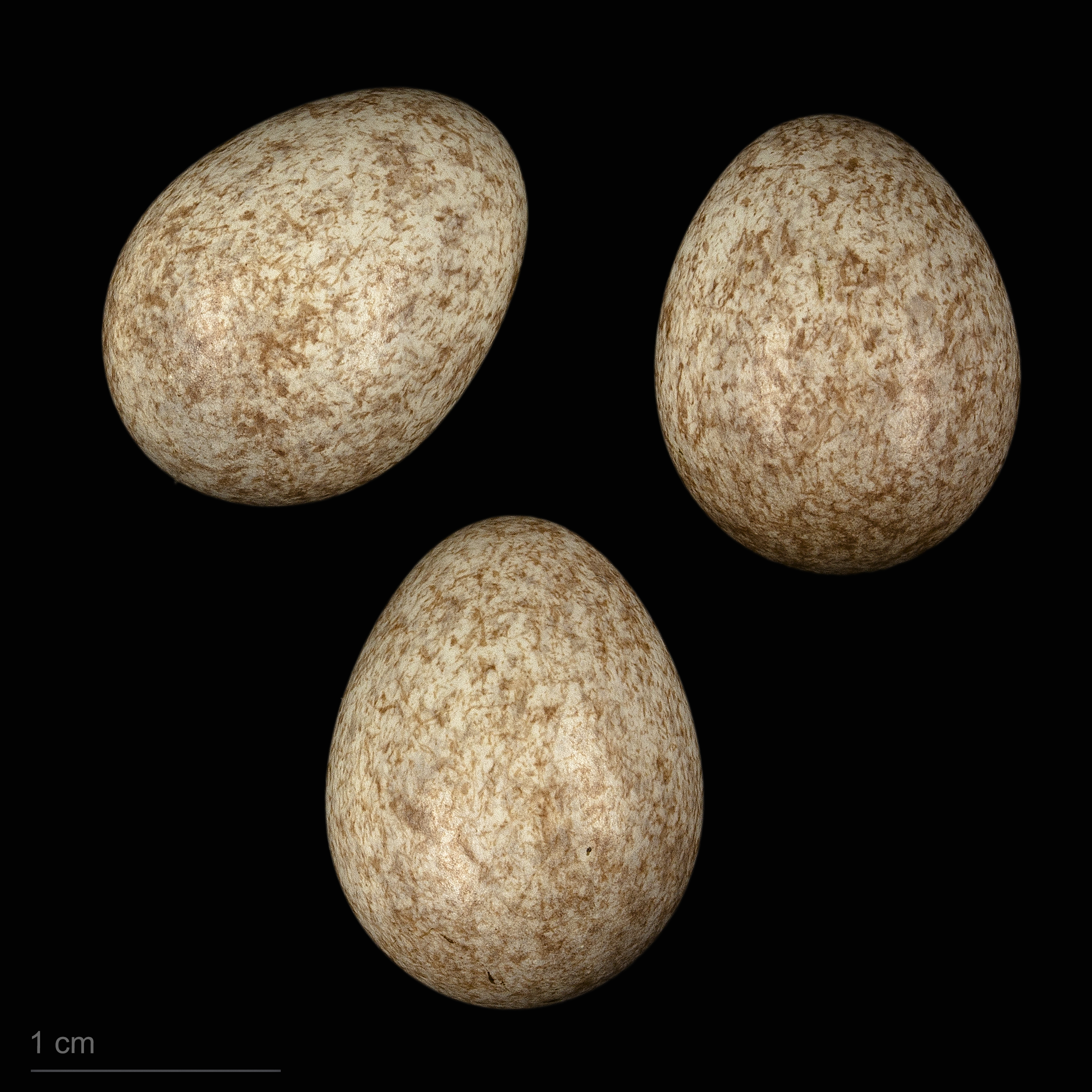
Motacilla cinerea cinerea

キセキレイ（黄鶺鴒、学名：Motacilla cinerea）は、スズメ目セキレイ科に分類される鳥類の一種。
主に渓流などの水辺に棲息する。

## 形態
体長20cmほどで、ハクセキレイと同じか若干細めである。
頭から肩、背にかけてが灰色、上腹部が白色、下腹部が黄色で、他種と容易に見分けられる。

## 生態
夏季は渓流沿いなどに好んで棲み、セグロセキレイ、ハクセキレイとは概ね棲み分けている。積雪地に棲む個体は冬になると暖地へ移動する。冬季には市街地の水辺でも観察される。冬季は単独で、夏季は番いで縄張り分散する。雄は特に縄張り意識が強く、同種およびセグロセキレイ、ハクセキレイと追いかけ回して縄張り争いをする様子もよく観察される。夜間は近隣の森などに塒を取る。ハクセキレイに比べると人間に対する警戒心が強い。
食性は動物食で、日中は水辺を歩きながら水中や岩陰などに棲む昆虫類やクモ類などを捕えて食べる。また飛んでいる昆虫を捕まえるフライング・キャッチをする様子も観察される。
崖のくぼみ、枝の茂み、人家の軒下などに、枯れ草や植物の根を使った皿状の巣を持ち、1腹4-6個の卵を産む。抱卵期間は12-14日で、主に雌が抱卵する。雛は11-13日で巣立ちし、その後数日で親から独立する。
ハクセキレイやセグロセキレイなどの他のセキレイ類と同様、いつも尾羽を上下に振っているのが特徴的である。
地鳴きは「チチン、チチン」で、ハクセキレイに似るがやや高め。飛翔時に鳴く。また、縄張宣伝のためか見晴らしの良い１箇所に３０分以上とどまってさえずることがある。この場合数種（おそらくは３～４程度）の音素を組み合わせて、長さにして３秒ほどの複雑な鳴き方をする。同一個体でも時々によって鳴き方が異なる。

## 分布
ユーラシアおよびアフリカ中部から南部に分布する。
日本では主に九州以北に分布し、留鳥または漂鳥である。